# Hallstahammars köping
Denna artikel handlar om den tidigare kommunen Hallstahammars köping. För orten se Hallstahammar, för dagens kommun, se Hallstahammars kommun.
Hallstahammars köping var en tidigare kommun i Västmanlands län.

## Administrativ historik
Hallstahammars köping bildades genom en ombildning av Svedvi landskommun 1943 där Hallstahammars municipalsamhälle inrättats 8 december 1939. 
1952 inkorporerades i köpingskommunen huvuddelen av Bergs landskommun. 1971 uppgick köpingen i den nybildade Hallstahammars kommun.
1953 överfördes från köpingen och Bergs församling till Sura landskommun och församling ett område med 5 invånare och omfattande en areal av 9,01 kvadratkilometer, varav 8,88 land. 1959 överfördes till Sura från köpingen ett område (Bruen 1:1 och 1:2, Ålsätra stora 1:3) med 3 invånare och omfattande en areal av 0,19 kvadratkilometer, varav 0,18 land.
Den församling köpingen ingick i vid bildandet, Svedvi församling, namnändrades samtidigt 1943 till Hallstahammars församling.

## Kommunvapen
Blasonering: Sköld delad av silver, vari en bjälkvis ställd svart hammare, och av rött, vari tre kugghjul av silver, ställda två och ett.
Detta vapen utarbetades av dåvarande Riksheraldikerämbetet. Hammaren symboliserar Hallsta kopparhammare och kugghjulen senare industrier i området. Det fastställdes för köpingen av Kungl Maj:t 1948 och registrerades för kommunen i PRV 1986.

## Geografi
Hallstahammars köping omfattade den 1 januari 1952 en areal av 118,58 km², varav 117,35 km² land.

### Tätorter i köpingen 1960
I Hallstahammars köping fanns tätorten Hallstahammar som hade 10 134 invånare den 1 november 1960. Tätortsgraden i köpingen var då 89,3 procent.

## Politik

### Mandatfördelning i valen 1942-1966
| 5 | 20 | 5 |

| 29 |

| 6 | 19 |  | 2 | 2 |

| 26 |

| 4 | 27 | 3 | 4 | 2 |

| 36 |

| 4 | 26 | 4 | 2 | 4 |

| 35 |

| 3 | 27 |  | 2 | 3 | 4 |

| 35 |

| 3 | 26 | 2 | 2 | 4 | 3 |

| 33 | 7 |

| 4 | 24 |  | 3 | 4 | 4 |

| 33 | 7 |